# Movimiento de Resistencia Global
El Movimiento de Resistencia Global (MRG) se inició como red y espacio de comunicación entre colectivos e iniciativas para coordinar acciones e intercambiar informaciones de cara a las Protestas antiglobalización en Praga convocadas con motivo de la Cumbre del Fondo Monetario Internacional y el Banco Mundial que se realizó en septiembre de 2000 en la capital de la República Checa.

## Orígenes
Inspirado por las luchas del Ejército Zapatista de Liberación Nacional de principios de los 90  o las Manifestaciones contra la cumbre de la OMC en Seattle en 1999 como inicio del movimiento antiglobalización, el Movimiento de Resistencia Global (MRG) tiene sus orígenes a principios de junio del año 2000, a partir de una reunión convocada en el Centro Social Ocupado de la Fábrica Hamsa de Sants-Barcelona a la que asistieron una treintena de personas de distintos colectivos y poblaciones de Cataluña. En esta primera reunión fue donde, aparte de crearse las diferentes comisiones de actuación  y tratar cuestiones relacionadas con la financiación, la comunicación o la articulación, se propuso el nombre de "Movimiento de Resistencia Global - Praga  2000", (en catalán: Moviment de Resistència Global - Praga 2000) para aglutinar, coordinar y fortalecer todas las acciones que desde el estado español se organizasen de cara a la Cumbre Internacional de Praga 2000, por la justícia global y contra la globalización económica neoliberal.
Algunos de los miembros de esta iniciativa pionera fueron Enric Duran, Ada Colau, Esther Vivas, Mayo Fuster Morell, Gemma Galdon Clavell o Gemma Ubasart en Cataluña, y Pablo Iglesias en Madrid.

## Ideología y objetivos
Desde sus orígenes el MRG pretendía consolidarse como una red abierta que invitase a la participación de todos los colectivos y grupos que quisieran participar de las acciones anticapitalistas para Praga 2000 y posteriormente en la sucesivas movilizaciones del llamado movimiento antiglobalización.
Sus acciones estuvieron orientadas en contra del modelo socioeconómico neoliberal, en respuesta a una mundialización impuesta por los grandes organismos financieros y políticos y las multinacionales ejerciendo control sobre las instituciones y la sociedad. Las movilizaciones organizadas pretendían reclamar una sociedad más justa y un reparto equitativo de la riqueza, potenciar la democratización y el pluralismo de las instituciones y limitar el poder de las multinacionales y los grandes grupos financieros. Entre  sus objetivos prioritarios también figuraba la abolición de la deuda de los países del sur, la defensa de los derechos fundamentales de las minorías y de las poblaciones más desfavorecidas y la protección del medio ambiente.
Por otra parte, el MRG se manifestaba contrario a la representación política, las estructuras jerárquicas y a la institucionalización de los movimientos sociales. Poseía un funcionamiento abierto, participativo y de carácter asambleario, que fomentaba además la desobediencia civil y la autogestión como herramientas de cambio social.

## Praga 2000, Niza 2000, Barcelona 2001, Génova 2001 y el MRG Catalán
La participación del Movimiento de Resistencia Global en las movilizaciones contra el BM y el FMI en Praga 2000 fue parte del bautizo europeo en la estrategia de los bloqueos y las contracumbres.
Posteriormente, el MRG organizó múltiples movilizaciones y representó el punto de confluencia de activistas provenientes de varios movimientos (okupa, solidaridad, antimilitarista, estudiantil) con un marcado carácter juvenil. La experiencia del MRG catalán fue pionera por haber generado otras agrupaciones similares a lo largo del estado español, aunque cada una de ellas con sus peculiaridades locales.
A finales del año 2000 aconteció una nueva movilización internacional que contó con una alta participación catalana: la contracumbre de la Cumbre de Niza, donde se reunieron los jefes de gobierno de la Unión Europea. Niza presenció la pluralidad de las luchas del movimiento de movimientos al producirse en un mismo escenario, por una parte, movilizaciones de sindicatos mayoritarios contra los recortes sociales de la UE en forma de manifestaciones convencionales y, por otra parte, diversas acciones de los sectores más movilizados y partidarios de la desobediencia civil agrupados en la Plataforma Niza 2000.
En el 2001, el MRG Cataluña lanzó una llamada inicial que motivó la Campaña contra el Banco Mundial, cuyos dirigentes tenían prevista una visita en junio de 2001 en Barcelona y que finalmente fue suspendida debido a la presión de las movilizaciones.
En julio del 2001, el Movimiento de Resistencia Global acudió a la Contracumbre del G8 en Génova la cual estuvo marcada por una gran violencia y duros enfrenamientos entre la policía y los manifestantes, que finalizaron con numerosos heridos y la muerte el joven activista Carlo Giuliani. Entre los heridos y detenidos estuvieron varios miembros del MRG Zaragoza.

## Conexiones globales
Entre 2001 y 2002 el MRG fue convocante europeo de Peoples' Global Action o Acción Global de los Pueblos, movimiento social radical organizado bajo una red global difusa que organizaba campañas populares y acciones directas como protesta a la globalización y el capitalismo y por la justicia ambiental y social.
También se mantuvo coordinado con otros movimientos anticapitalistas a nivel global como el Foro Social Mundial, Reclaim the Streets o Ya Basta Association.
En cuanto al Foro Social Mundial además, el MRG Cataluña fue invitado a formar parte de forma permanente de su Consejo Internacional; pero tras participar como observadores en la reunión celebrada en Barcelona del 28 al 30 de abril de 2002, se acabó rechazando la propuesta.

## Disolución del MRG en Cataluña
Dos años y medio después de sus inicios, a finales de enero de 2003, el MRG lanzó un comunicado a través del cual se declaraba disuelto por consenso. Los motivos: estar convirtiéndose en una identidad, en una estructura u organización estática. "El MRG muere, se multiplican las luchas" fue el título del manifiesto de disolución: "para desafiar al mundo desde la acción directa, desde la desobediencia y desde la rebeldía".

## Confusiones entre el Movimiento de Resistencia Global (MRG) y el Movimiento Antiglobalización
Debido a su nombre genérico, el Movimiento de Resistencia Global fue confundido en múltiples ocasiones por los medios de comunicación con el propio Movimiento Antiglobalización del que formó parte.